# Joan Smith
Joan Smith, po mężu Miller (ur. 25 czerwca 1967 w Rochester) – amerykańska biathlonistka. W Pucharze Świata zadebiutowała 21 stycznia 1988 roku w Anterselvie, gdzie zajęła 26. miejsce w sprincie. Pierwsze punkty (do sezonu 1997/1998 punktowało 25 najlepszych zawodniczek) zdobyła dwa dni później w tej samej miejscowości, zajmując 22. miejsce w biegu indywidualnym. Nigdy nie stanęła na podium w zawodach indywidualnych, jednak 20 marca 1994 roku w Canmore wspólnie z Beth Coats, Laurą Tavares i Ntalą Skinner zajęła drugie miejsce w sztafecie. Najlepsze wyniki osiągnęła w sezonach 1992/1993 i 1993/1994, kiedy zajmowała 24. miejsce w klasyfikacji generalnej. W 1988 roku wystąpiła na mistrzostwach świata w Chamonix, gdzie zajęła 34. miejsce w biegu indywidualnym i 38. miejsce w sprincie. Była też między innymi dwudziesta w biegu indywidualnym i czwarta w biegu drużynowym podczas mistrzostw świata w Mińsku/Oslo w 1990 roku. W tym 1992 roku wystartowała na igrzyskach olimpijskich w Albertville, gdzie zajęła 55. miejsce w biegu indywidualnym, 21. miejsce w sprincie i 15. miejsce w sztafecie. Brała też udział w igrzyskach w Lillehammer w 1994 roku, zajmując 14. miejsce w biegu indywidualnym, 24. miejsce w sprincie oraz ósme miejsce w sztafecie.

## Osiągnięcia

### Igrzyska olimpijskie
| Rok  | Miejscowość | Konkurencje | Konkurencje | Konkurencje | Konkurencje | Konkurencje | Konkurencje | Konkurencje |
| Rok  | Miejscowość | IN          | SP          | PU          | MS          | RL          | MR          | SR          |
| ---- | ----------- | ----------- | ----------- | ----------- | ----------- | ----------- | ----------- | ----------- |
| 1992 | Albertville | 55.         | 21.         | nd.         | nd.         | 15.         | nd.         | –           |
| 1994 | Lillehammer | 14.         | 24.         | nd.         | nd.         | 8.          | nd.         | –           |

### Mistrzostwa świata
| Rok  | Miejscowość | Konkurencje | Konkurencje | Konkurencje | Konkurencje | Konkurencje | Konkurencje | Konkurencje |
| Rok  | Miejscowość | IN          | SP          | PU          | MS          | RL          | MR          | SR          |
| ---- | ----------- | ----------- | ----------- | ----------- | ----------- | ----------- | ----------- | ----------- |
| 1988 | Chamonix    | 34.         | 38.         | nd.         | nd.         | –           | nd.         | –           |
| 1989 | Feistritz   | 36.         | 33.         | nd.         | nd.         | –           | nd.         | –           |
| 1990 | Mińsk/Oslo  | 20.         | 23.         | nd.         | nd.         | 6.          | nd.         | –           |
| 1991 | Lahti       | 30.         | 37.         | nd.         | nd.         | –           | nd.         | –           |
| 1993 | Borowec     | –           | 52.         | nd.         | nd.         | 11.         | nd.         | –           |
| 1996 | Ruhpolding  | 53.         | 39.         | –           | nd.         | 14.         | nd.         | –           |

### Puchar Świata

#### Miejsca w klasyfikacji generalnej
| Sezon     | Miejsce |
| --------- | ------- |
| 1987/1988 | 25.     |
| 1988/1989 | -       |
| 1989/1990 | 33.     |
| 1990/1991 | 52.     |
| 1991/1992 | 33.     |
| 1992/1993 | 24.     |
| 1993/1994 | 24.     |
| 1994/1995 | 52.     |
| 1995/1996 | -       |
| 1996/1997 | -       |
| 1997/1998 | 86.     |